# 南京大学新闻传播学院
南京大学新闻传播学院是南京大学的文科学院之一。

## 现况概览

### 系科设置
- 新闻学系
- 传播学系
- 广告学系

### 专业设置
- 本科生专业
  - 新闻学
  - 广告学
  - 广播电视新闻学

- 研究生专业
  - 新闻学
  - 传播学

### 研究机构
- 南京大学传媒发展研究中心
- 南京大学大众传播研究所
- 南京大学新闻研究所
- 南京大学国际传媒研究所
- 南京大学网络传播研究中心 （中国网络传播研究网）

### 师资
南京大学新闻传播学院汇集了新闻、传播、媒介、广告、公共关系学等方面的师资。
教授
- 丁柏铨
- 潘知常
- 方延明
- 段京肃
- 宋新桂
- 王雄
- 杜骏飞
- 韩从耀
- 邓利平
- 叶皓

### 其他
主办刊物
- 《新闻传播论坛》

## 传统与特色
南大新闻学院以双语新闻人才的培养在中国独树一帜。

## 历史概要
- 南京大学尽管曾有中国新闻传播学的先驱执教，如新闻学家梁士纯、广告学家林振彬，并且新闻传媒名人辈出，但新闻系科设置则较迟。1949年校名由中央大学改为南京大学；1952年金陵大学并入南京大学；金大亦无新闻学专业，不过金陵大学1938年成立电影与播音专修科，是中国电影高等教育和中国播音高等教育的发源地；孙明经担任主任。
- 1958年，南京大学成立新闻专修科，不久停办。1986年，在中文系下恢复新闻专业。1992年10月，新闻传播学系成立，丁伯铨任系主任。2003年10月，新闻传播学系改为新闻传播学院，下设新闻学系、广播电视与网络学系、传播与广告学系；方延明任院长。
- 1997年4月，全国高校新闻学学科教学指导委员会在南京大学新闻系举行成立大会。
- 2003年，新闻传播学院首开先河，和外国语学院合作，每年从英、法、德、西、日、俄六个语种的大四本科学生中招录14人修读新闻学硕士学位，培养新闻双语人才。

## 链接
- 南京大学新闻传播学院 （页面存档备份，存于）